# Szew (anatomia kręgowców)

Szwy w czaszce człowieka

Szew (szew kostny) (łac. sutura) – nieruchome połączenie kości za pomocą bardzo krótkich (ok. 0,5 mm) włókien łącznotkankowych, zaliczane do więzozrostów. Jest to spojenie charakterystyczne dla kości czaszki.
Podział szwów w zależności od kształtu brzegów:
- szew gładki lub prosty (łac. sutura plana, sutura levis) – najprostszy ze szwów, łączący kości których brzegi są proste lub niemal proste
- szew łuskowy (łac. sutura squamosa) – łączy skośne, zachodzące na siebie dachówkowato powierzchnie kości
- szew piłowaty (łac. sutura serrata) – krawędzie kości łączą się za pomocą naprzemiennie występujących ząbków i odpowiadających im zagłębień
- szew rowkowy lub rozszczepiony (łac. schindyles) – podtyp wklinowania (rodzaju więzozrostu), ostry brzeg jednej kości obejmują elementy drugiej kości tworzące odpowiedni rowek[1].

Szew (szew skórny) (łac. raphe) – łącznotkankowe pasma, zazwyczaj w płaszczyźnie pośrodkowej ciała stanowiące miejsca przyczepu symetrycznych mięśni. Do tej grupy należą:
- szew gardła (raphe pharyngis) – dla mięśni gardła
- szew żuchwowo-gnykowy (raphe mylohyoidea) dla mięśni żuchwowo-gnykowych stanowiących przeponę podniebienia
- szew krocza (raphe peronei) – dla mięśni przepony krocza.

lub stanowiące miejsce połączenia powłok obu połówek ciała:
- szew moszny (raphe scroti)
- szew podniebienia (raphe palati)

Nazwę raphe noszą również następujące
- więzadło powiekowe boczne (raphe palpebralis lateralis syn. ligamentum palpebrale lateralis) – więzadło mocujące obie tarczki powiek do bocznego brzegu oczodołu
- skrzydłowo-żuchwowy (raphe pterygomandibularis) – silne pasmo włókien utworzone przez powięź policzkowo-gardłową, rozpięte pomiędzy haczykiem skrzydłowym kości klinowej a początkiem grzebienia policzkowego żuchwy (łac. crista buccinatoria). Stanowi miejsce przyczepu włókien mięśniowych zwieracza górnego gardła i mięśnia policzkowego.